# Không giới hạn - Sasuke Việt Nam (mùa 1)
Không giới hạn - Sasuke Việt Nam 2015 (hay Sasuke Việt Nam 2015) là mùa thứ nhất của trò chơi truyền hình Sasuke VIệt Nam do Đài Truyền hình Việt Nam sản xuất, dựa theo phiên bản Sasuke Rising của TBS (Nhật Bản). Chương trình phát sóng vào lúc 20 giờ tối thứ năm hàng tuần trên kênh VTV3 từ ngày 18 tháng 6 năm 2015, mặc dù ban đầu được dự kiến phát sóng vào tháng 9.
Không có ai chiến thắng ở mùa này.

## Tổ chức
Chương trình bắt đầu tuyển thí sinh đợt một tại Hà Nội vào ngày 7 tháng 3, thu hút 250 thí sinh tham dự. Đợt hai ở Đà Nẵng được tổ chức tại bãi biển trước công viên Biển Đông trong hai ngày 14 và 15 tháng 3. Đợt thi Thành phố Hồ Chí Minh được tổ chức tại nhà văn hoá Thanh Niên vào ngày 19 và 20 tháng 3, với hơn 300 thí sinh tham dự. Đợt tuyển thứ tư được tổ chức tại sân khấu khu A - Tokyu Binh Duong Garden City, Thủ Dầu Một, Bình Dương vào ngày 24 tháng 4. Các thí sinh được chọn tham gia vào vòng thi chính thức từ ngày 26 tháng 4 đến ngày 5 tháng 5, được ghi hình 20 số.

## Giải thưởng
Người thắng cuộc sẽ được nhận phần thưởng là một chiếc xe ô tô Honda-CRV trị giá 1,2 tỉ đồng thay vì 800 triệu đồng như ban đầu.

## Vòng chung kết

### Stage 1

#### Stage 1A
Không giới hạn thời gian, nhưng chỉ 20 người nhanh nhất được đi tiếp. Các thử thách:
1. Nhảy xa (Long Jump)
2. Bám trụ (Log Grip)
3. Cầu chữ X (Bridge of Blades)
4. Người nhện nhảy (Jumping Spider)
5. Trượt vòng (Circle Slider)
6. Thang lưới (Rope Ladder)

| Hạng | Thí sinh              | SBD | Thành tích |
| ---- | --------------------- | --- | ---------- |
| 1    | Trương Văn Lộc        | 413 | 00:51.47   |
| 2    | Tăng Thành Hậu        | 261 | 00:56.88   |
| 3    | Nguyễn Tấn Phong      | 345 | 00:57.16   |
| 4    | Nguyễn Trần Thiên Hữu | 265 | 01:00.34   |
| 5    | Phan Thanh Trung      | 952 | 01:02.78   |
| 6    | Trần Mạnh Tùng        | 052 | 01:02.86   |
| 7    | Võ Phạm Hoàng Ân      | 479 | 01:03.01   |
| 8    | Trần Minh Đạt         | 255 | 01:03.03   |
| 9    | Đỗ Trường Lập         | 284 | 01:03.74   |
| 10   | Nguyễn Ngọc Anh       | 447 | 01:05.83   |
| 11   | Nguyễn Phước Huynh    | 474 | 01:07.06   |
| 12   | Phùng Trung Đức       | 319 | 01:09.21   |
| 13   | Đào Huy Đăng          | 430 | 01:09.89   |
| 14   | Nguyễn Sỹ Kỳ          | 270 | 01:10.93   |
| 15   | Phan Thanh Chiến      | 427 | 01:16.00   |
| 16   | Tô Minh Tiến          | 442 | 01:16.05   |
| 17   | Võ Trường Giang       | 281 | 01:18.63   |
| 18   | Phạm Hữu Tuấn         | 720 | 01:19.57   |
| 19   | Hoàng Như Quang       | 287 | 01:19.66   |
| 20   | Nguyễn Năm            | 965 | 01:22.14   |

#### Stage 1B
Không giới hạn thời gian, nhưng chỉ 20 người nhanh nhất được đi tiếp. Các thử thách:
1. Nhảy xa (Long Jump)
2. Bám trụ (Log Grip)
3. Cầu nhím (Hedgehog)
4. Cú nhảy phi thường (Giant Swing)
5. Tarzan đu dây (Tarzan Rope)
6. Tiều phu về đích (Lumberjack Climb)

| Hạng | Thí sinh          | SBD  | Thành tích |
| ---- | ----------------- | ---- | ---------- |
| 1    | Lê Văn Thực       | 037  | 00:40.70   |
| 2    | Đỗ Văn Quang      | 202  | 00:43.44   |
| 3    | Nguyễn Việt Dũng  | 029  | 00:48.04   |
| 4    | Nguyễn Đức Thọ    | 496  | 00:48.29   |
| 5    | Phạm Tuấn Hiệp    | 114  | 00:49.07   |
| 6    | Nguyễn Công Bình  | 845  | 00:50.01   |
| 7    | Nguyễn Đình Tuấn  | 040  | 00:51.61   |
| 8    | Lê Văn Đại        | 461  | 00:51.88   |
| 9    | Hà Văn Sinh       | 093  | 00:51.94   |
| 10   | Lê Văn Hưng       | 048  | 00:53.33   |
| 11   | Nguyễn Xuân Tứ    | 194  | 00:53.06   |
| 12   | Hà Quốc Đạt       | 138  | 00:53.90   |
| 13   | Đỗ Quang Minh     | 220  | 00:54.01   |
| 14   | Mai Tùng Anh      | 031  | 00:54.05   |
| 15   | Trương Hùng Cường | 252  | 00:54.58   |
| 16   | Vũ Trí Mạnh       | 023  | 00:54.65   |
| 17   | Nguyễn Thành Long | 080  | 00:55.86   |
| 18   | Trương Chính Phú  | 1015 | 00:55.97   |
| 19   | Đinh Văn Tuấn     | 001  | 00:56.33   |
| 20   | Mai Hữu Tuấn      | 1051 | 00:56.76   |

Ghi chú:
- Nguyễn Đình Mỹ Linh, một người Mỹ gốc Việt [6], là thí sinh nữ duy nhất vượt qua vòng 1B nên ban tổ chức đã đặc cách để cô vào vòng 2 mà không so sánh kết quả với thí sinh nam. Cô hoàn thành thử thách với thời gian 02:29:48.
- Lê Hoàng Thành hoàn thành vòng 1B với thành tích 1:02:25 [6] theo ghi nhận của ban tổ chức, tuy nhiên thành tích thật sự có thể thấp hơn 1 phút do trục trặc của thiết bị về đích. Dù vậy thí sinh này đã chấn thương nên không thể thực hiện lại phần thi của mình để vào Stage 2.

### Stage 2
Thí sinh chỉ có 100 giây để hoàn thành các thử thách sau:
1. Cú trượt gian nan (Cross Slider)
2. Thang cá hồi (Salmon Ladder)
3. Cầu treo (Unstable Bridge)
4. Tránh búa qua cầu (Goren Hammer)
5. Bật tường đu dây qua hào nước (Half-Pipe Attack)
6. Tường cong (Double Warped Wall)

| Hạng | Thí sinh           | SBD | Thời gian còn lại |
| ---- | ------------------ | --- | ----------------- |
| 1    | Đỗ Văn Quang       | 202 | 00:53.29          |
| 2    | Lê Văn Đại         | 461 | 00:49.88          |
| 3    | Nguyễn Đức Thọ     | 496 | 00:49.47          |
| 4    | Lê Văn Thực        | 037 | 00:48.63          |
| 5    | Đỗ Quang Minh      | 220 | 00:43.37          |
| 6    | Nguyễn Xuân Tứ     | 194 | 00:42.20          |
| 7    | Phạm Tuấn Hiệp     | 114 | 00:39.60          |
| 8    | Nguyễn Phước Huynh | 474 | 00:38.63          |
| 9    | Đỗ Trường Lập      | 284 | 00:25.92          |

### Stage 3
Không giới hạn thời gian thực hiện (giữa mỗi thử thách có 1 phút để nghỉ ngơi). Các thử thách gồm:
1. Đường zigzag (Pole Maze)
2. Cầu quay (Spinning Bridge)
3. Lật xúc xắc (Rumbling Dice)
4. Cú nhảy của nhện (Spider Flip)
5. Đu người trên vách (Cliffhanger Kai)
6. Trượt ống (Pipe Slider)

Không có ai hoàn thành vòng 3. Thí sinh đi được xa nhất là Lê Văn Thực, người đã đến được với thử thách Trượt ống trước khi rơi xuống nước ở gần vạch đích.

### Final Stage
Các thí sinh sẽ phải leo lên đỉnh tháp Midoriyama cao 24m trong thời gian giới hạn là 30 giây, gồm:
1. Tường nhện (Spider Climb) (12m)
2. Leo dây (Rope Climb) (12m)

Không có ai đến được vòng này.

## Phần thi của khách mời
| Tập | Khách mời                       | Nghề nghiệp              | Thành tích                           |
| --- | ------------------------------- | ------------------------ | ------------------------------------ |
| 1   | Ninh Dương Lan Ngọc             | Diễn viên                | Bị loại ở "Nhảy xa", Stage 1         |
| 2   | Phạm Văn Mách                   | Lực sĩ                   | Bị loại ở "Bám trụ", Stage 1         |
| 3   | Đinh Tiến Đạt                   | Rapper                   | Bị loại ở "Bám trụ", Stage 1         |
| 5   | Hoàng Bách                      | Ca sĩ                    | Bị loại ở "Người nhện nhảy", Stage 1 |
| 7   | Nguyễn Việt Cường (Cường Seven) | Ca sĩ, diễn viên         | Bị loại ở "Bám trụ", Stage 1         |
| 8   | Tạ Quang Hùng                   | Người mẫu                | Bị loại ở "Cầu nhím", Stage 1        |
| 9   | Nguyễn Hải Yến (Hải Yến Idol)   | Ca sĩ                    | Bị loại ở "Nhảy xa", Stage 1         |
| 10  | Nguyễn Đông Hùng                | Ca sĩ                    | Bị loại ở "Bám trụ", Stage 1         |
| 10  | Trần Phương Linh                | Ca sĩ                    | Bị loại ở "Nhảy xa", Stage 1         |
| 11  | Trần Thị Kim Ngân (Khả Ngân)    | Diễn viên, người mẫu ảnh | Bị loại ở "Bám trụ", Stage 1         |

## Special Đội Việt Nam và Đội Quốc tế
Special Đội Việt Nam và Đội Quốc tế là cuộc đấu giao hữu giữa các thí sinh của Việt Nam và thế giới, diễn ra ngay khi Stage 1 kết thúc.
Mỗi đội có năm người chơi. Trong mỗi stage, một người của đội này sẽ đấu với một người của đội kia, tức là có tối đa 5 cặp đấu cho mỗi Stage. Ở mỗi cặp, người của đội nào tiến xa hơn, nhanh hơn thì sẽ thắng. Đội nào giành 3 chiến thắng trước sẽ được cộng thêm điểm tương ứng của vòng đấu vào kết quả cuối cùng (1 điểm cho Stage 1, 2 điểm cho Stage 2, 3 điểm cho Stage 3).
Sau Stage 3 đội nào cao điểm hơn sẽ chiến thắng. Nếu 2 đội bằng điểm nhau, một cặp nữa sẽ thi đấu Stage 4 (không giới hạn thời gian) để xác định phần thắng; đội hoàn thành Stage 4 nhanh hơn sẽ chiến thắng. Đội thắng chung cuộc sẽ nhận giải thưởng 50.000.000 đồng tiền mặt.
Lưu ý: Trong các bảng dưới đây, những thí sinh chiến thắng ở từng lượt thi đấu được in đậm. Không có giới hạn về thời gian ở tất cả các Stage.

### Stage 1A
Stage 1B không được sử dụng để thi đấu quốc tế.
| Thứ tự | Thành viên Việt Nam | Thành tích           | Thành viên Quốc tế | Thành tích                |
| ------ | ------------------- | -------------------- | ------------------ | ------------------------- |
| 1      | Nguyễn Hoàng Phụng  | 01:18.47             | Kubota Minoru      | 01:21.05                  |
| 2      | Đinh Viết Kiên      | Bị loại ở Bám trụ    | Vu Artem           | Bị loại ở Người nhện nhảy |
| 3      | Ngô Thành Đạt       | 01:25.64             | Yamashita Dai      | 01:32.99                  |
| 4      | Nguyễn Phước Huynh  | Bị loại ở Thang lưới | Ryo Matachi        | 00:43.40                  |
| 5      | Võ Phạm Hoàng Ân    | 00:53.61             | Daniel Denev       | 01:35.09                  |

Kết quả: Việt Nam thắng Stage 1A và nhận 1 điểm.

### Stage 2
| Thứ tự | Thành viên Việt Nam | Thành tích             | Thành viên Quốc tế | Thành tích                  |
| ------ | ------------------- | ---------------------- | ------------------ | --------------------------- |
| 1      | Nguyễn Phước Huynh  | 01:16.06               | Vu Artem           | Bị loại ở Thang cá hồi      |
| 2      | Võ Phạm Hoàng Ân    | 01:22.10               | Kubota Minoru      | Bị loại ở Tường cong        |
| 3      | Ngô Thành Đạt       | Bị loại ở Thang cá hồi | Ryo Matachi        | 00:51.45                    |
| 4      | Nguyễn Hoàng Phụng  | Bị loại ở Tường cong   | Daniel Denev       | Bị loại ở Cú trượt gian nan |

Kết quả: Việt Nam thắng Stage 2 và nhận 2 điểm.

### Stage 3
| Thứ tự | Thành viên Việt Nam | Thành tích                   | Thành viên Quốc tế | Thành tích             |
| ------ | ------------------- | ---------------------------- | ------------------ | ---------------------- |
| 1      | Đinh Viết Kiên      | Bị loại ở Đu người trên vách | Yamashita Dai      | Bị loại ở Đường zigzag |
| 2      | Nguyễn Phước Huynh  | Bị loại ở Đường zigzag       | Kubota Minoru      | Bị loại ở Cầu quay     |
| 3      | Ngô Thành Đạt       | Bị loại ở Lật xúc xắc        | Ryo Matachi        | Hoàn thành             |
| 4      | Võ Phạm Hoàng Ân    | Bị loại ở Cú nhảy của nhện   | Vu Artem           | Bị loại ở Đường zigzag |
| 5      | Nguyễn Hoàng Phụng  | Bị loại ở Đường zigzag       | Daniel Denev       | Bị loại ở Lật xúc xắc  |

Kết quả: Quốc tế thắng Stage 3 và nhận 3 điểm.

### Stage 4
| Thành viên Việt Nam | Thành tích | Thành viên Quốc tế | Thành tích |
| ------------------- | ---------- | ------------------ | ---------- |
| Võ Phạm Hoàng Ân    | 43.08      | Ryo Matachi        | 30.07      |

Kết quả chung cuộc: Quốc tế thắng tuyệt đối và nhận 50 triệu đồng.